# Jangle pop
Jangle pop è un genere musicale dell'alternative rock  e del pop rock sviluppatosi, negli Stati Uniti, verso la metà degli anni ottanta e che segnò il ritorno del guitar pop melodico degli anni sessanta.
Ispirati dalle sonorità jingle-jangle e con alcune divagazioni in territori folk-rock, la nuova ondata jangle pop declinava la grande capacità melodica della forma canzone pop degli anni sessanta, filtrata attraverso le nuove esperienze post punk e new wave dei primi anni ottanta.

## Storia
Nato nei pieni anni Sessanta, grazie a band come Byrds, Beatles, Hollies e Paul Revere & The Raiders, il termine jangle pop deriva onomatopeicamente proprio dal tipico suono tintinnante (jingle-jangle) delle chitarre Rickenbacker a dodici corde, utilizzate da quegli stessi gruppi in sala di registrazione. Secondo altri, invece, etimologicamente sembrerebbe derivare da una strofa («In the jingle jangle morning, I'll come following you») del brano Mr. Tambourine Man, scritto da Bob Dylan e reinterpretato proprio dai Byrds.
Negli Stati Uniti d'America il genere venne utilizzato per descrivere gruppi college rock come R.E.M. (e di tutta la scena di Athens, Georgia), The Smithereens, Let's Active, 10,000 Maniacs, The dB's, The Feelies, Guadalcanal Diary, Game Theory, The Connells, oltre che tutte quelle band della scena Paisley Underground californiana votati alla riscoperta della psichedelia e con un debito particolare verso le melodie e le chitarre jingle jangle dei Byrds.
Nel Regno Unito tra i progenitori del genere si possono annoverare gruppi come The Soft Boys. Il termine venne poi attribuito anche alla nuova ondata di guitar band della cosiddetta scena C86.